# Università Al-Quds

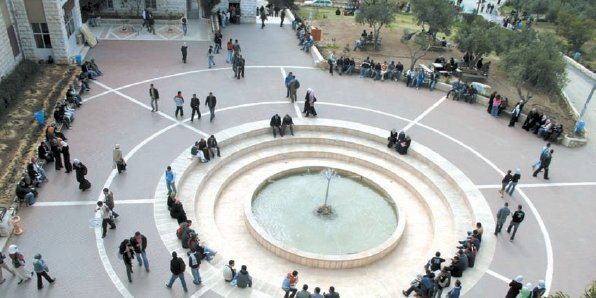
Vista dall'alto della piazza della Facoltà di Scienze e Tecnologia

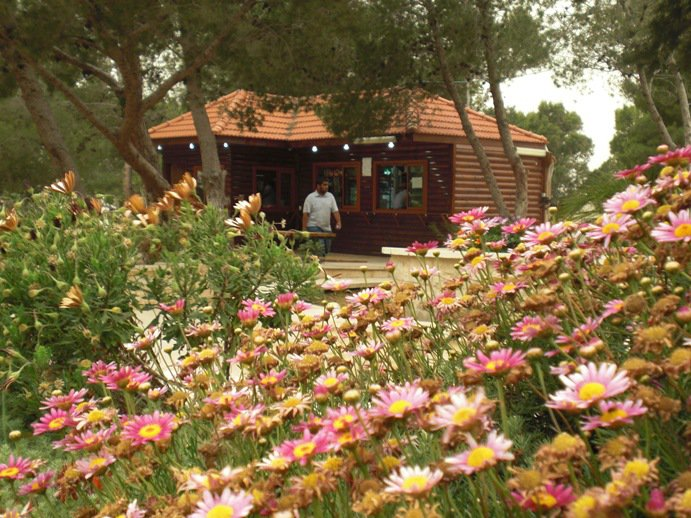
SKITCE

L'Università Al-Quds (in arabo جامعة القدس‎?) è un'istituzione universitaria di Gerusalemme.
L'università, fondata come campus di studi palestinese, impartisce corsi e svolge iniziative culturali in lingua araba e inglese.
La sede principale e le altre strutture sono situate nella periferia sud-orientale della città.